# Patric Kjellberg
Patric Kjellberg, född 17 juni 1969 i Trelleborg, är svensk före detta professionell ishockeyspelare som spelade i AIK, Montreal Canadiens, HV71, Djurgården, Nashville Predators och Anaheim Mighty Ducks.
Patric Kjellberg var en duktig forward med bra målsinne. Stor, stark och en riktig kämpe. Lika bra på att spela fram som att själv göra mål. Han ingick i den så kallade Glamour-kedjan under sin tid i Djurgården tillsammans med Espen Knutsen och Fredrik Bremberg. Kjellberg var med och vann guld i VM 1992 i forna Tjeckoslovakien och i OS 1994 i Lillehammer. Han spelade för Sverige i OS 1998 i Nagano som en av få elitseriespelare.
Kjellberg värvades till AIK, där han spelade fyra säsonger med stora AIK-profiler som Börje Salming, Peter Gradin, Kristian Gahn. Bäst var han säsongen 1991–92 då han gjorde 20 mål och 13 assist på sina 40 spelade matcher. Han blev NHL-proffs i Montreal Canadiens efter VM-guldet 1992, men fick bara spela 7 matcher. Han spelade också för Montreals farmarlag Fredericton Canadiens. Tillbaka i Sverige spelade han i HV71 i två säsonger, där han vann SM-guld 1995.
Kjellberg värvades tillbaka till Stockholm och spelade för Djurgården i tre säsonger innan han åter igen prövade lyckan i Nordamerika, där han lyckades bättre än under det tidigare försöket. Han gjorde 23 mål och 23 assist på 82 matcher säsongen 1999–00 för Nashville Predators.
2001–02 byttes Kjellberg bort till Anaheim Mighty Ducks där han avslutade sin karriär säsongen 2002–03.
Totalt gjorde han gjorde 64 mål och 96 assist för 160 poäng på 394 matcher i NHL. Han hade också 84 utvisningsminuter.
I Elitserien spelade han 339 matcher för AIK, HV71 och Djurgården med facit 123 mål och 115 assist för totalt 238 poäng. I utvningsbåset satt han i bara 122 minuter. 
Efter avslutad ishockeykarriär återgick Kjellberg till jobbet som polis och har även tränat på idrottsprogrammet i Falun.
Han är sedan 2010 sportchef för Leksands IF och gjorde en kortare comeback som hockeyspelare under säsongen 2011/2012 för division 1-laget Falu IF.
Bor i Ängelholm.

## Klubbar
- AIK, 1988–89 – 1991–92
- Montreal Canadiens, 1992–93
- Fredericton Canadiens, 1992–93
- HV71, 1993–94 – 1994–95
- Djurgårdens IF, 1995–96 – 1997–98
- Nashville Predators, 1998–99 – 2001–02
- Anaheim Mighty Ducks, 2001–02 – 2002–03